# Відзовська сільська рада
55°24′1″ пн. ш. 26°38′0.3″ сх. д. / 55.40028° пн. ш. 26.633417° сх. д.
Ві́дзовська сільська рада (біл. Ві́дзаўскі сельсавет) — адміністративно-територіальна одиниця у складі Браславського району, Вітебської області Білорусі. Адміністративний центр — Відзи (у склад сільської ради не входить).

## Розташування
Відзовська сільська рада розташована у північно-західній частині Білорусі, на крайньому заході Вітебської області, на південний захід від районного центру Браслав.

## Історія
Сільська рада була створена 8 квітня 2004 року. Їй були передані 75 сіл ліквідованих: Відзовської селищної ради (за винятком смт Відзи і сільських населених пунктів у межах сільськогосподарського виробничого кооперативу «Березовий край»), 26 сіл — Дрисвятської сільської ради та 20 сіл — Козянської сільської ради.

## Склад сільської ради
До складу Відзовської сільської ради входять 119 населених пунктів:
| - Антодольє — село. - Ашкараги — село. - Балики — село. - Барковщина — село. - Борсуки — село. - Білий Застєнок — хутір. - Белюнишки — село. - Берженишки — хутір. - Бікішки — село. - Бітюни — село. - Блажишки — село. - Болундишки — село. - Боровиє — село. - Бучани — село. - Вайнюни — село. - Вацкелюни — хутір. - Відзи-Ловчинські — село. - Видишки — село. - Возгелянці — село. - Войнікішки — село. - Вовки — село. - Воятино — село. - Гаврани — село. - Гевенішки — село. - Гектовка — хутір. - Генужа — хутір. - Германовщина — село. - Гірейши — село. - Годовщина — хутір. - Головачі — хутір. - Гололавки — село. - Григорівщина — село. - Грітуни — село. - Гробішки — хутір. - Груштелішки — село. - Гультаєвщина — село. - Гурелі — село. - Дегутішки — хутір. - Домбровські — хутір. - Дрісвяти — агромістечко. | - Дубравка — село. - Єржишки — хутір. - Жвирблішки — село. - Жвірино — хутір. - Ждегелі — село. - Желабішкі — хутір. - Затишшя — село. - Казимірово — село. - Каралюнци — хутір. - Карделішки — село. - Карклінськиє — хутір. - Кетішки — хутір. - Кірмелішки — хутір. - Кліпи — хутір. - Козорізи — село. - Козяни — село. - Коновали — хутір. - Короневщина — село. - Кузьмішки — хутір. - Лайбуни — село. - Латишки — село. - Леомпольє — село. - Леонішки — хутір. - Ліполати — хутір. - Лоточки — село. - Любишки — хутір. - Маеришки — село. - Мальковщина — хутір. - Мам'яни — село. - Манюки — село. - Мацеляни — хутір. - Мельники — хутір. - Мешкелі — село. - Мілюни — село. - Морозовка — село. - Нова Германовщина — хутір. - Нова Село — село. - Нурв'яни — село. - Обали — село. | - Озерава — село. - Островішки — село. - Павловка — хутір. - Пакульня — село. - Пастернаки — село. - Пента — село. - Перевозніки — село. - Плетарово — хутір. - Подворинка — село. - Подісенніки — село. - Подтрейбшуни — село. - Пузово — село. - Растанішки — село. - Регуляри — село. - Росінелі — село. - Роташелі — село. - Руди — село. - Рутини — село. - Савейки — село. - Савичі — село. - Сєкли — хутір. - Сестренци — село. - Скребені — село. - Снегішки — хутір. - Старий Двір — село. - Стунжишки — село. - Таленішки — хутір. - Трабшишки — хутір. - Тракішки — село. - Трейбши — село. - Трибутішки — село. - Фурманішки — село. - Чорнозем'є — село. - Чорний Застінок — хутір. - Чижевщина — село. - Шаркішки — хутір. - Шлявішки — хутір. - Ейтм'яни — село. - Юлішки — хутір. - Якшти — село. |